# Herma Liz Flores
Herma Liz Flores, född 10 december 1997, är en puertoricansk taekwondoutövare.

## Karriär
I maj 2019 tävlade Flores i 57 kg-klassen vid VM i Manchester, där hon blev utslagen i 32-delsfinalen av mexikanska Paulina Armería.
I maj 2022 tog Flores brons i 57 kg-klassen vid Panamerikanska mästerskapen i Punta Cana. Senare under året råkade hon ut för en främre korsbandsskada och genomförde i september en operation.